# Нина Лакур
Нина Лакур (на английски: Nina LaCour) е американска писателка на произведения в жанра социална драма, любовен роман и романтична литература за юноши.

## Биография и творчество
Родена е през 1983 г. в Сан Франциско, Калифорния, САЩ. Баща ѝ е учител и след това директор на училище; а майка ѝ е преподава рисуване в гимназията. Израства в Морага, Източен залив на района на Сан Франциско, където завършва гимназия „Камполиндо“ през 2000 г. Получава бакалавърска степен по английска филология през 2004 г. от Държавния университет на Сан Франциско и магистърска степен по изящни изкуства по творческо писане от Милс Колидж в Оукланд през 2006 г.
След дипломирането си преподава в Бъркли Сити Колидж и в гимназия „Мейбек“. След раждането на дъщеря си се насочва към осъществяване на писателската си кариера. По-късно, заедно с писането, преподава периодично в магистърска програма по творческо писане за деца и младежи в университета „Хамлайн“ в Минесота.
Първият ѝ роман „Не мърдай“ е издаден през 2009 г. и е резултат от нейната магистърска работа. В историята, след самоубийството на най-добрия си приятел, Кейтлин остава сама, борейки се да намери надежда, отговори, нови приятелства и първа любов. Романът печели наградата за детска литература в Северна Калифорния. Романът става бестселър и през 2014 г. е екранизиран в едноименния филм.
През 2017 г. е издаден романът ѝ „Добре сме“. Той представя историята на тийнейджърката от Сан Франциско Марин, която прекарва зимната си ваканция за първокурсник сама в общежитието на своя колеж в снежния Ню Йорк, защото не познава баща си, майка ѝ е загинала като сърфистка, когато тя е тригодишна, а съвсем наскоро е починал и дядо ѝ. Усамотена тя преживява миналото и семейните тайни. Романът получава наградата „Майкъл Л. Принц“ на Американската библиотечна асоциация.
Нина Лакур живее със съпругата си и дъщеря си в Сан Франциско.

## Произведения

### Самостоятелни романи
- Hold Still (2009)[2][3][4][5]
- The Disenchantments (2012)
- Everything Leads to You (2014)
- You Know Me Well (2016) - с [[Дейвид Левитан\\
- We Are Okay (2017) - награда „Майкъл Л. Принц“
Добре сме, изд.: „Сиела“, София (2023), прев. Стоянка Сербезова-Леви
- Watch Over Me (2020)
- Yerba Buena (2022)

### Поредица „Апартхаус на Маковия хълм“ (Apartment House on Poppy Hill)
1. The Apartment House on Poppy Hill (2023)[2][3]

### Сборници
- Summer days & summer nights (2016) – с Вероника Рот, Касандра Клеър, Дженифър Е. Смит, Лий Бардуго, Лев Гросман, Стефани Пъркинс, Либа Брей, Бранди Колбърт, Джон Сковрон, Франческа Лия Блок и Тим Федерле[2]
“ Краят на любовта“ в „Летни дни и летни нощи : 12 любовни истории“, изд.: „Сиела“, София (2016), прев. Деница Райкова
- 'Print Shop' в Meet Cute (2018) – с Дженифър Арментраут, Сона Чарайпотра, Дониел Клейтън, Кейти Котуньо, Джоселин Дейвис, Емири Лорд, Катрин Макгий, Кас Морган, Джули Мърфи, Мередит Русо, Сара Шепърд и Никола Юн[3]

### Екранизации
- 2014 Hold Still
- 2022 Mama and Mommy and Me in the Middle – късометражен